# 瓦茨拉夫·斯维尔科什
瓦茨拉夫·斯维尔科什（捷克語：Václav Svěrkoš，1983年11月1日—），捷克足球运动员，现效力於法甲球會索肖。

## 生平

### 球會
這名球員出身於捷克聯賽球會俄斯特拉发，早於2003年已轉到鄰國的德國效力门兴格拉德巴赫。他於第一季在德甲聯賽中上陣31場攻入了9球。其中一場是他上演了帽子戲法，以4-2戰勝德甲的史特加。由於這支德國球會實力不足，一季後门兴格拉德巴赫僅僅能護級成功，2005-06年球季他還曾效力另一支德國球會柏林赫塔，但這支柏林球會卻又很快把他送回门兴格拉德巴赫。
惟回到门兴格拉德巴赫後並不重新獲錄用，2007年他還到了奧地利聯賽打滾。此後他終於回到了捷克聯賽球會俄斯特拉发。這次重回母會使他狀態恢復，在2007-08年球季取得15個入球。

### 國家隊
憑著重返捷克後的良好表現，他亦因而入選了捷克國家隊，出戰2008年歐洲國家盃。2008年歐洲國家盃揭幕戰是捷克對主辦國瑞士，他在這場比賽射入全場唯一入球，助捷克勝1-0。